# Фаустов, Сергей Сергеевич
Сергей Сергеевич Фаустов (7 февраля 1983, Старый Оскол, Белгородская область) — российский футболист, нападающий.

## Биография
Воспитанник СДЮСШОР-19 «Олимпия» Волгоград, тренер — Александр Николаевич Филиппов. Вызывался в сборные России младших возрастов. В 2000 году начал выступать в составе «Олимпии» во втором дивизионе, за два сезона сыграл 60 матчей и забил 13 голов.
В 2002 году перешёл в «Ростов» и выступал за его дублирующий состав. В первенстве дублёров за полтора сезона сыграл 40 матчей и забил 17 голов. За основной состав «Ростова» сыграл один матч в Кубке России — 14 сентября 2002 года против смоленского «Кристалла», в этой кубковой кампании «Ростов» дошёл до финала.
После ухода из «Ростова» играл за «Факел», «Урал» и московский «Титан», но нигде не смог закрепиться. В 2005 году перешёл в состав «Локомотива» (Лиски), проводившего первый сезон на профессиональном уровне после двухлетнего перерыва. В составе лискинского клуба форвард забил 29 голов за два сезона, а в 2006 году с 16 голами стал лучшим бомбардиром зонального турнира. Также в 2006 году был признан лучшим игроком и лучшим нападающим зоны «Центр» второго дивизиона.
Затем выступал за «Ротор» и «Губкин», где тоже показывал высокую результативность. В дальнейшем возвращался в «Факел» и «Локомотив» (Лиски), а также играл за саратовский «Сокол» и клубы Подмосковья. В 2015 году завершил профессиональную карьеру.
Всего за карьеру сыграл 340 матчей и забил 114 голов в первенствах страны (14 матчей и один гол — в первом дивизионе, остальное — во втором).
В середине 2010-х годов играл на любительском уровне в большом футболе и в соревнованиях 8х8 и 7х7. Был одним из лучших бомбардиров чемпионата Москвы среди любителей. Выступал за любительскую сборную России по футболу 7х7, становился чемпионом Европы.
В качестве тренера работал с молодёжным составом клуба «Долгопрудный».

## Достижения
- Лучший игрок зоны «Центр» второго дивизиона: 2006
- Лучший бомбардир зоны «Центр» второго дивизиона: 2006 (16 голов)
- Чемпион Европы по мини-футболу среди любителей: 2017